# Coelognathus radiatus
Coelognathus radiatus är en ormart som beskrevs av Boie 1827. Coelognathus radiatus ingår i släktet Coelognathus och familjen snokar. Inga underarter finns listade i Catalogue of Life.
Arten förekommer i Sydostasien från Indien och södra Kina över Malackahalvön till Borneo, Sumatra och Java. Den lever i låglandet och i låga bergstrakter upp till 1515 meter över havet. Denna orm vistas i olika habitat som fuktiga eller torra skogar, gräsmarker, trädodlingar, jordbruksmark och samhällens kanter. Nära människans bostäder jagar Coelognathus radiatus gnagare som lever på människans avfall. Individerna vistas främst på marken men de har bra förmåga att klättra i träd. I varma delar av utbredningsområdet kan honor para sig hela året. Per tillfälle läggs 5 till 15 ägg.
Några exemplar fångas och mjölkas sedan på giftet som används inom medicinen. Arten blev lite mer sällsynt men den är fortfarande vanligt förekommande. IUCN listar Coelognathus radiatus som livskraftig (LC).